# الحجاج التميمي
الحجاج بْنُ عبد الله الصَّرِيمي التَّميمي الملقب بالبُرَك هو أحد الخوارج الثلاث مع عبد الرحمن بن ملجم، وعمرو بن بكر التميمي الذين خرجوا على الدين وعقدوا العزم على اغتيال ثلاث قادة من المسلمين في ذلك الوقت وهم علي بن أبي طالب وعمرو بن العاص ومعاوية بن أبي سفيان.
ذهب الحجاج التميمي إلى بلاد الشام وكمن لمعاوية، حتى خرج يريد الصلاة، فضربه، فأصاب أليته ولم يقتله، فقبض عليه ‌معاوية وقتله.